# Leptoclinides tuberculatus
Leptoclinides tuberculatus är en sjöpungsart som beskrevs av Kott 2004. Leptoclinides tuberculatus ingår i släktet Leptoclinides och familjen Didemnidae. Inga underarter finns listade i Catalogue of Life.